# 塔特爾 (加利福尼亞州)
塔特爾（英語：Tuttle）是位於美國加利福尼亞州默塞德縣的一個人口普查指定地區。

## 地理
塔特爾的座標為37°17′46″N 120°22′44″W / 37.29611°N 120.37889°W，而該地最高點為海拔高度63米（即207英尺）。

## 人口
根據2010年美國人口普查的數據，塔特爾的面積為4.555平方千米，均為陸地。當地共有人口103人，而人口密度為每平方千米22人。